# Alejandro Mayorkas
Alejandro Nicholas Mayorkas (Havana, 24 de novembro de 1959) é um advogado e servidor público norte-americano, que serviu como Secretário do Departamento de Segurança Interna dos Estados Unidos no governo Biden de 2021 até 2025. Nascido em Cuba, ele cresceu em Los Angeles e formou-se na Universidade da Califórnia em Berkeley. Durante o governo de Bill Clinton, Mayorkas atuou como Procurador dos EUA para o Distrito Central da Califórnia. Durante o governo Obama, ele serviu no Departamento de Segurança Interna, primeiro como Diretor de Serviços de Cidadania e Imigração dos EUA (2009–2013) e depois como Secretário Adjunto (2013–2014). Em 2016, tornou-se sócio da Wilmer Cutler Pickering Hale and Dorr, um escritório de advocacia de Washington, DC. Em 23 de novembro de 2020, o presidente eleito Joe Biden anunciou que havia nomeado Mayorkas para servir como Secretário de Segurança Interna em seu gabinete. No dia 2 de fevereiro de 2021, o Senado confirmou a nomeação de Mayorkas Secretário da Segurança Interna.

## Infância e Educação
Alejandro Nicholas Mayorkas, apelidado de Ali Mayorkas,  nasceu em Havana, Cuba , a 24 de novembro de 1959. Seus pais chegaram com ele e sua irmã aos Estados Unidos em 1960 como refugiados, após a Revolução Cubana. Ele morou em Miami, Flórida, antes de sua família se mudar para Los Angeles, Califórnia, onde foi criado até o final de sua juventude. Mayorkas cresceu em Beverly Hills e estudou na Beverly Hills High School.
Seu pai era um judeu cubano de origem sefardita e sua mãe uma judia romena cuja família escapou do Holocausto e fugiu para Cuba na década de 1940 onde seu pai possuía e operava uma fábrica de lã de aço.
Mayorkas recebeu o seu diploma de Bacharel em Artes com distinção pela University of California, Berkeley, em 1981. Também recebeu seu Juris Doctor pela Loyola Law School em 1985.

## Carreira

### Procurador Adjunto dos Estados Unidos no Distrito Central da Califórnia
Depois de três anos como um associado de contencioso em prática privada, Mayorkas se tornou um procurador assistente dos Estados Unidos no Distrito Central da Califórnia em 1989. Ele processou uma ampla gama de crimes federais, desenvolvendo uma especialização em acusação de crimes do colarinho branco. Seus processos incluíram o julgamento bem-sucedido da Operação PolarCap, então o maior caso de lavagem de dinheiro do país; a condenação no julgamento de Heidi Fleiss sob acusações de conspiração federal, fraude fiscal e acusações de lavagem de dinheiro; os processos judiciais bem-sucedidos de duas das maiores operações de fraude de telemarketing que atacavam os idosos; e o processo bem-sucedido de uma fraude de saúde e conspiração de fraude de seguro.
Mayorkas atuou como coordenador da Força-Tarefa de Fraude de Telemarketing do Sul da Califórnia, supervisionando a coordenação de agências reguladoras e policiais federais, estaduais e locais para combater mais agressivamente a fraude de telemarketing em todo o Distrito Central da Califórnia.
De 1996 a 1998, Mayorkas serviu como Chefe da Seção dos Crimes Gerais, supervisionando o treinamento e o trabalho de julgamento de todos os novos Procuradores Assistentes dos Estados Unidos na Divisão Criminal. Ele recebeu vários prémios de agências federais de aplicação da lei, incluindo do Diretor do FBI Louis Freeh, pelo sucesso na execução da Operação PolarCap.

### Procurador dos Estados Unidos no Distrito Central da Califórnia
Em 1998, Mayorkas foi recomendado pela senadora Dianne Feinstein e nomeado pelo presidente Bill Clinton como procurador dos Estados Unidos para o Distrito Central da Califórnia, tornando-se o mais jovem Procurador dos Estados Unidos.
Mayorkas supervisionou o julgamento de casos criminais de alto perfil, incluindo o julgamento da Máfia mexicana em processos de pena de morte, o julgamento de Buford O. Furrow Jr. pelo assassinato de um funcionário dos correios federais e o assassinato de crianças motivado pelo ódio num centro comunitário, o processo contra as Indústrias Litton pelo pagamento de subornos no exterior e a derrubada da violenta gangue da 18th Street usando os estatutos da RICO (Racketeer Influenced and Corrupt Organizations Act).
No final de 2000, Mayorkas foi um dos muitos funcionários da Califórnia que participaram dos esforços para obter clemência executiva para o traficante de drogas Carlos Vignali Jr., filho de um rico empresário de Los Angeles. No seu último dia de mandato, em janeiro de 2001, Clinton comutou a sentença de 15 anos de prisão de Vignali, tendo esta sido uma decisão polémica.
Como Procurador dos Estados Unidos, Mayorkas criou a Seção de Direitos Civis para processar crimes de ódio e outros atos de intolerância e discriminação de forma mais eficaz, e atuou como Vice-Presidente do Subcomité Consultivo de Direitos Civis do Procurador-Geral e como membro do Subcomité de Ética no Governo . Ele recebeu vários prémios da polícia e da comunidade, incluindo o mais alto prémio do Serviço de Inspeção Postal dos EUA pelo processo bem-sucedido de Furrow.

## Secretário Adjunto da Segurança Interna
Mayorkas foi promovido ao cargo de Secretário Adjunto do Departamento de Segurança Interna, para preencher a vaga deixada pela saída de Jane Holl Lute desse cargo. Nomeado pelo presidente Obama em junho de 2013, Mayorkas foi confirmado como secretário adjunto em 20 de dezembro de 2014 após uma votação partidária no Senado. Após a sua confirmação, ele tornou-se o cubano-americano de mais alto escalão da administração Obama.
A investigação do inspetor-geral do DHS (Departamento da Segurança Interna) sobre a intervenção de Mayorkas como diretor do USCIS para agilizar as avaliações de candidatos a vistos de investidor estrangeiro em três casos causou polémica e atrasou seu processo de confirmação. O relatório do inspetor-geral concluiu que os atos de Mayorkas não violaram a lei, mas criaram uma aparência de favoritismo. Na Comissão de Segurança Interna na câmara prestou o seu depoimento em maio de 2015, Mayorkas lamentou que sua intervenção tenha criado uma impressão de favoritismo, mas disse que seu envolvimento foi motivado pelo desejo de garantir que as solicitações fossem tratadas de acordo com a lei: "Não deixei que os erros passassem sem controle, mas sim ajudou a garantir que esses casos fossem decididos corretamente, nada mais e nada menos. "
Como secretário adjunto, Mayorkas liderou a resposta do DHS à epidemia do vírus Ébola de 2013–2014 e à epidemia do vírus Zika de 2015–2016 .  Seu trabalho também concentrou-se na cibersegurança. Ele liderou as negociações do DHS com Israel e a China sobre segurança cibernética. Um acordo histórico alcançado em 2015 com o governo chinês reduziu, por um breve período, os ataques cibernéticos chineses contra empresas americanas objetivo de roubo de propriedade intelectual. Após a normalização das relações EUA-Cuba , Mayorkas liderou a delegação do governo Obama a Cuba, e negociou com o governo cubano sobre segurança portuária e de carga e viagens EUA-Cuba.
Mayorkas também esteve envolvido nos esforços de contraterrorismo e anti- crime cibernético do Departamento, bem como em suas parcerias público-privadas, e esforços para combater o anti-semitismo. Sob a gestão de Mayorkas, o DHS expandiu muito seu Cyber Crimes Center em Fairfax, Virginia, para ajudar os esforços do departamento para combater vários crimes cibernéticos, que vão desde a exploração infantil até hacking de computador e roubo de propriedade intelectual. Mayorkas estava envolvido nos esforços para abordar a presença do DHS na "lista de alto risco" do GAO para desafios de gestão; Mayorkas, bem como o secretário de Segurança Interna Jeh Johnson, reconheceu o baixo moral entre os funcionários do DHS (um problema antigo que antecedeu a administração Obama) e tomou medidas destinadas a elevar o moral.

## Secretário da Segurança Interna

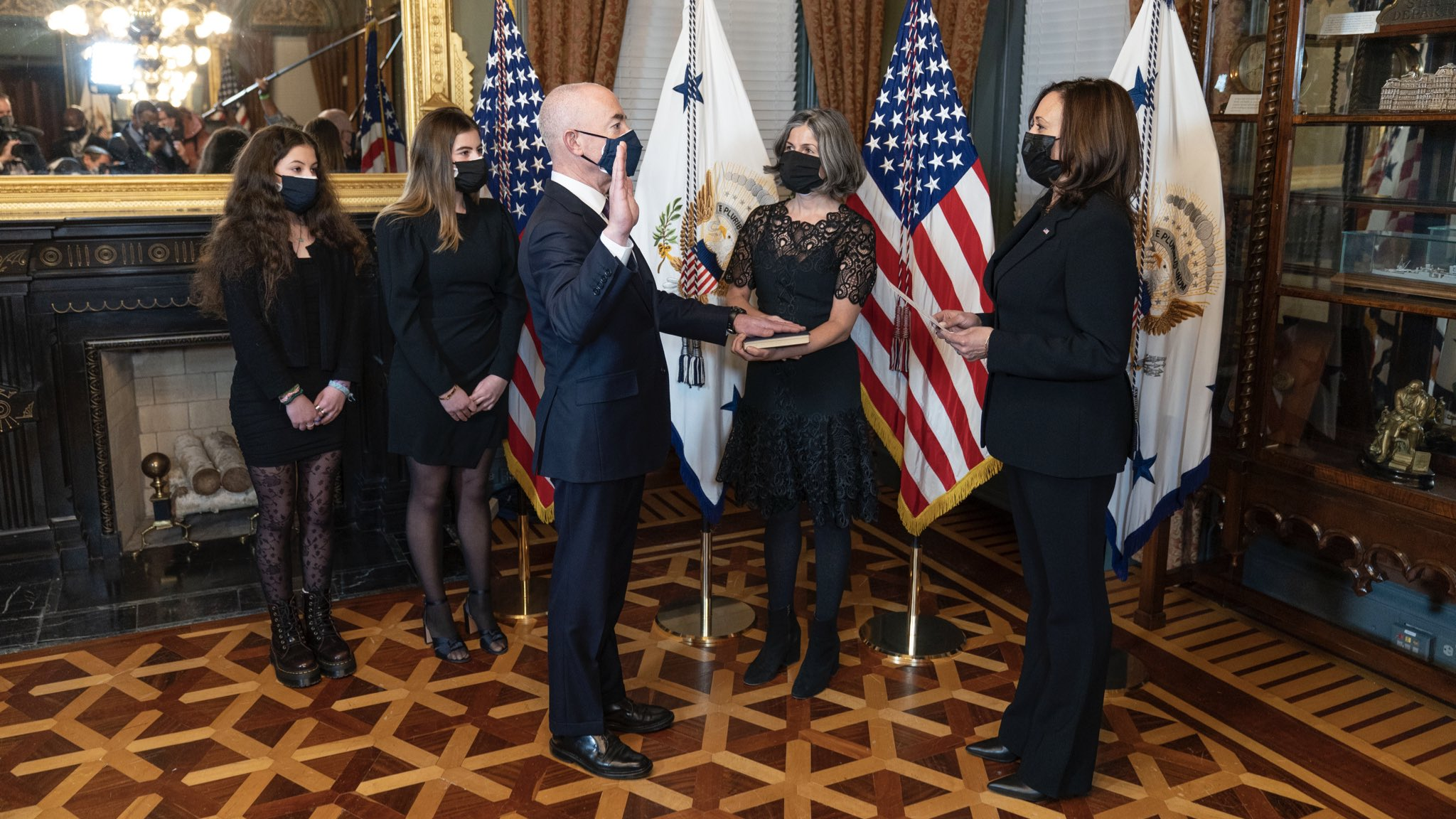
Mayorkas prestou juramento como secretário de Segurança Interna a 2 de fevereiro de 2021

A 23 de novembro de 2020, o presidente eleito Joe Biden anunciou o seu plano de nomear Mayorkas para secretário da Segurança Interna. Mayorkas tem o apoio da Ordem Fraternal da Polícia e apoios dos ex-secretários Tom Ridge e Michael Chertoff (que serviram sob George W. Bush) e Janet Napolitano e Jeh Johnson (que serviu sob Barack Obama), que disse Biden "não poderia ter encontrado pessoa mais qualificada".
A 19 de janeiro de 2021, o senador Josh Hawley agiu para bloquear a rápida confirmação de Mayorkas como secretário de Segurança Interna, afirmando que Mayorkas "não explicou adequadamente como fará cumprir a lei federal de proteger a fronteira sul dada a promessa de Biden de reverter as principais medidas de fiscalização e segurança". Hawley foi criticado pela equipe de transição Biden.
A 2 de fevereiro de 2021, o líder da minoria no Senado, Mitch McConnell, decidiu votar contra a confirmação de Mayorkas, dizendo que Mayorkas é um "advogado partidário eticamente comprometido". McConnell então disse que Mayorkas promoveu "uma cultura de medo e desrespeito". McConnell afirmou ainda que, ao trabalhar com a administração Obama, Mayorkas transformou os Serviços de Cidadania e Imigração dos Estados Unidos em "uma fábrica de favor antiético para a realeza do Partido Democrata", referindo-se a um relatório em que, em 2015, Mayorkas ajudou vários investidores estrangeiros ligados a democratas a obter Green Cards.

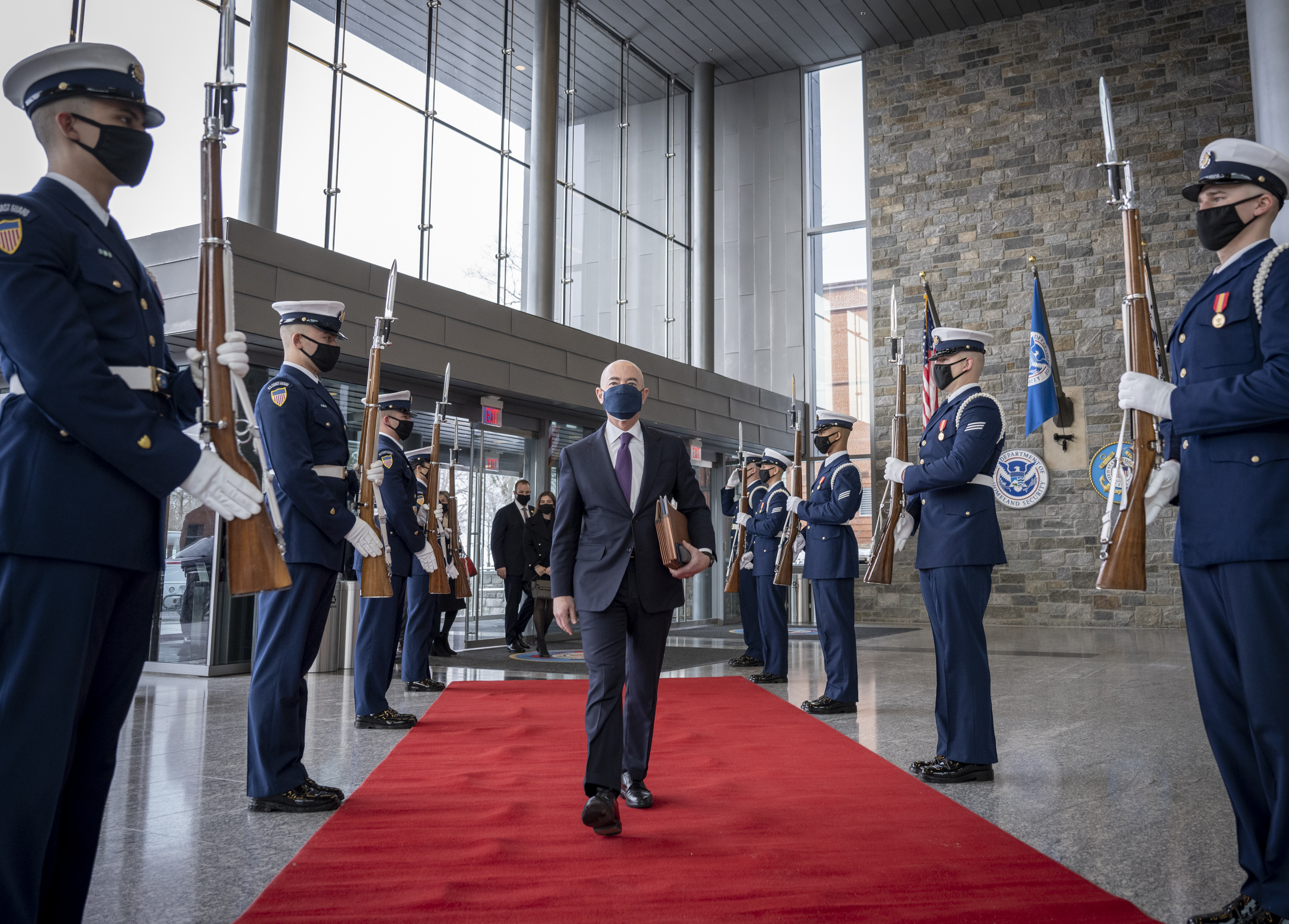
Mayorkas chega à sede do DHS após a sua posse como Secretário de Segurança Interna.

No final das contas, Mayorkas foi confirmado numa votação de 56-43. Senadores republicanos Shelley Moore Capito, Rob Portman, Susan Collins, Mitt Romney, Lisa Murkowski e Dan Sullivan votaram com os democratas para confirmar os Mayorkas.

### Posse
Mayorkas foi empossado pela vice-presidente Kamala Harris a 2 de fevereiro de 2021, após a sua confirmação naquele dia.

## Vida pessoal
Mayorkas e sua esposa Tanya têm duas filhas, Giselle e Amelia. É judeu, corredor e joga ténis e squash.